# فرار از باغ سایه
فرار از باغ سایه (به انگلیسی: Escape from the Shadow Garden)، هجدهمین آلبوم استودیویی از گروه راک مگنوم (به اضافه نگه داشتن نور سوزاندن نور و به غیر از سیر تکاملی) است. این آلبوم در ۱۹ مارس ۲۰۱۴ میلادی در اسکاندیناوی، ۲۱ مارس در آلمان، اتریش و سوئیس، ۲۴ مارس در بقیه اروپا و ۱ آوریل در ایالات متحده و کانادا منتشر شد. در روز سیزدهم، گروه در مهمانی معرفی آلبوم که در بیلستون در ۲۵ مارس ۲۰۱۴ برگزار شد، روز بعد از انتشار انگلستان میزبان طرفداران خود بود.
این آلبوم در جدول جدول کنترل رسانه آلمان در مکان ۱۴، در نمودار آلبوم‌های سوئدی رده ۱۹، در نمودار آلبوم‌های سوئیس رده ۲۲ و در جدول آلبوم‌های بریتانیا رده ۳۸، را به خود اختصاص داد.

## مضامین آهنگ
«فرشته نیمه شب» داستان دختری جوان در آمریکای جنوبی را روایت می‌کند که به روسپیگری روی می‌آورد و توسط یک سیاستمدار مشهور مورد آزار و اذیت قرار می‌گیرد. سیاستمدار از ترس اینکه دختر تجاوز را روایت کند دختر را کشته و او را به رودخانه می‌اندازد.
«هنر سازش» دربارهٔ ساختن یک رابطه است.
"دره اشک" دربارهٔ این است که اجازه ندهد جاه طلبی‌ها ما را از چیزهایی که باید از آن سپاس‌گزار کنیم، منحرف می‌کند. همان‌طور که باب کاتلی می‌گوید: "معنای زندگی چیست؟ از هر چه در اطرافتان است، خانواده، دوستانتان و هر آنچه در زندگی انجام می‌دهید خوشحال باشید [...] به دور دست نگاه نکنید، به جلوی پای خود نگاه کنید، احتمالاً همه چیزهایی را که لازم دارید در آنجا پیدا می‌کنید. "

## فهرست آهنگ
همهٔ ترانه‌ها توسط Tony Clarkin نوشته شده‌است.
| Original 2014 CD release | Original 2014 CD release   | Original 2014 CD release |
| شماره                    | نام                        | مدت                      |
| ------------------------ | -------------------------- | ------------------------ |
| ۱.                       | «Live 'Til You Die»        | ۶:۲۹                     |
| ۲.                       | «Unwritten Sacrifice»      | ۵:۲۸                     |
| ۳.                       | «Falling for the Big Plan» | ۵:۵۹                     |
| ۴.                       | «Crying in the Rain»       | ۵:۴۵                     |
| ۵.                       | «Too Many Clowns»          | ۴:۳۶                     |
| ۶.                       | «Midnight Angel»           | ۷:۱۸                     |
| ۷.                       | «The Art of Compromise»    | ۵:۰۱                     |
| ۸.                       | «Don't Fall Asleep»        | ۵:۵۹                     |
| ۹.                       | «Wisdom's Had Its Day»     | ۴:۴۴                     |
| ۱۰.                      | «Burning River»            | ۴:۴۳                     |
| ۱۱.                      | «The Valley of Tears»      | ۶:۳۹                     |

## نوازندگان
- تونی کلارکین - گیتار
- باب کتلی - آواز
- آل بارو - گیتار باس
- مارک استنویو - کیبورد
- هری جیمز - طبل